# Mouvement symphonique (Poot)
Mouvement symphonique - Symfonische beweging is een compositie voor harmonieorkest of fanfare van de Belgische componist en lid van de componisten groep De Synthetisten Marcel Poot uit 1938. De compositie was een opdracht van het harmonieorkest Société les Chasseurs uit Binche ter gelegenheid van het honderdjarig jubileum.
Het werk werd op cd opgenomen door de Brass Band Buizingen onder leiding van Luc Vertommen.